# 카나트

카나트의 구조

카나트(Qanat)는 중동의 고대 수로로 투르판과 같은 고온 건조한 지역에 나타난다. 연간 내리는 강수량은 부족하고 물은 필요하기 때문에 증발을 막는 구조로 형성한다. 즉, 수로를 지하에 건설하여 증발을 최대한 막는 것이다. 이란에서는 카나트라는 명칭으로 부르고, 파키스탄과 아프가니스탄에까지 이른다.

## 어원
카나트는 페르시아어인 카나트(qanāt)에서 유래되었고, '카나트'라고 발음을 하며, 파슈토어 지역의 아랍어로는 '카레즈'라고 발음을 한다. 카나트는 여러 지역에서 서로 다른 이름으로 불려왔다. 이란에서는 '카나트'로 아프가니스탄과 파키스탄에서는 '카레즈'로 중국에서는 카레즈를 한자 음역하여, '칸얼칭'이라고 발음한다. 요르단과 시리아 지역은 '카나트 로마니'라고 하며, 모로코에서는 '케타라', 스페인에서는 '갈레리아', 아랍에미리트와 오만 지역에서는 '팔라즈', 볼로냐에서는 '칸'이라고 발음을 한다. 프랑스의 번역인 '포가라'는 아랍의 카나트를 번역한 것이며, 북아프리카에서는 어원이 밝혀지지 않았다.

## 실생활의 카나트

### 아시아

#### 아프가니스탄
다리에서는 현지어로 카리즈라고 부르며, 수백 년을 사용해 왔다. 카리즈의 구조는 남부의 칸다하르, 우루즈간, 님로즈, 힐만드 등지에서 발견된다. 지난 30년간 끊임없는 전쟁으로 인해, 수많은 고대유적들이 파괴되었다. 2009년까지도 벌어지는 전투 때문에 인건비가 상승하여 카리즈를 유지보수하기는 요원해 보인다. 또한 전통 기술자들의 부족으로 더욱 어려움에 처해있다. 많은 농부들이 그들이 수백 년간 사용해 오던 카리즈를 포기하고, 이제는 디젤 펌프로 물을 길어올린다.
그러나 아프가니스탄 정부는 이러한 구조물에 대한 중요성을 잘 인식하고 수리와 재건을 위해 많은 노력을 기울이고 있다.

#### 이란
약 이란의 고원지역 4/5 정도가 이러한 방식을 물을 공급받는다. 그러나 이란에서도 농업이 점점 중요성이 떨어져 가면서, 지금 만들어져 있는 카나트는 옛날에 만들어진 카나트보다 훨씬 효율이 떨어진다. 카나트를 만드는 노하우를 잃어버렸기 때문이다. 카나트의 건설과 유지는 힘들고, 위험하기 조차하다. 현대의 기술력은 지하를 뚫어 우물을 파는 방식이므로 그 장점이 많이 퇴색되어 버렸다. 그럼에도 불구하고 카나트는 여전히 존재하며, 중요성이 점점 떨어져갈 뿐이다.
가장 오래되고 잘 알려진 규모가 큰 카나트는 아란의 도시 고나바드에 있다. 2700년이 지난 지금도 4만명이 넘는 사람들에게 농업용수와 식용수를 공급하고 있다. 주요 우물은 깊이가 360m 이상이며, 그 길이만 해도 45km에 이른다. 야즈드 시, 코락산 시, 케르만 시가 카나의 사용으로 가장 잘 알려진 지역이다.

#### 파키스탄
북서쪽의 발로치스탄과 파키스탄과 가까운 차가이 지역은 아프가니스탄과 이란과 접경하고 있다. 이 지역에서도 카레즈를 널리 볼 수 있다. 카레즈는 차가이 지구에서 길을 따라 북쪽으로 조브 지구에까지 펼쳐져 있다.

#### 인도
인도의 카나타카에는 수랑가라고 불리는 지하로 물을 대는 카나트 구조의 관계수로가 있다. 하지만 오늘날에는 잘 사용하지 않는다

#### 중국

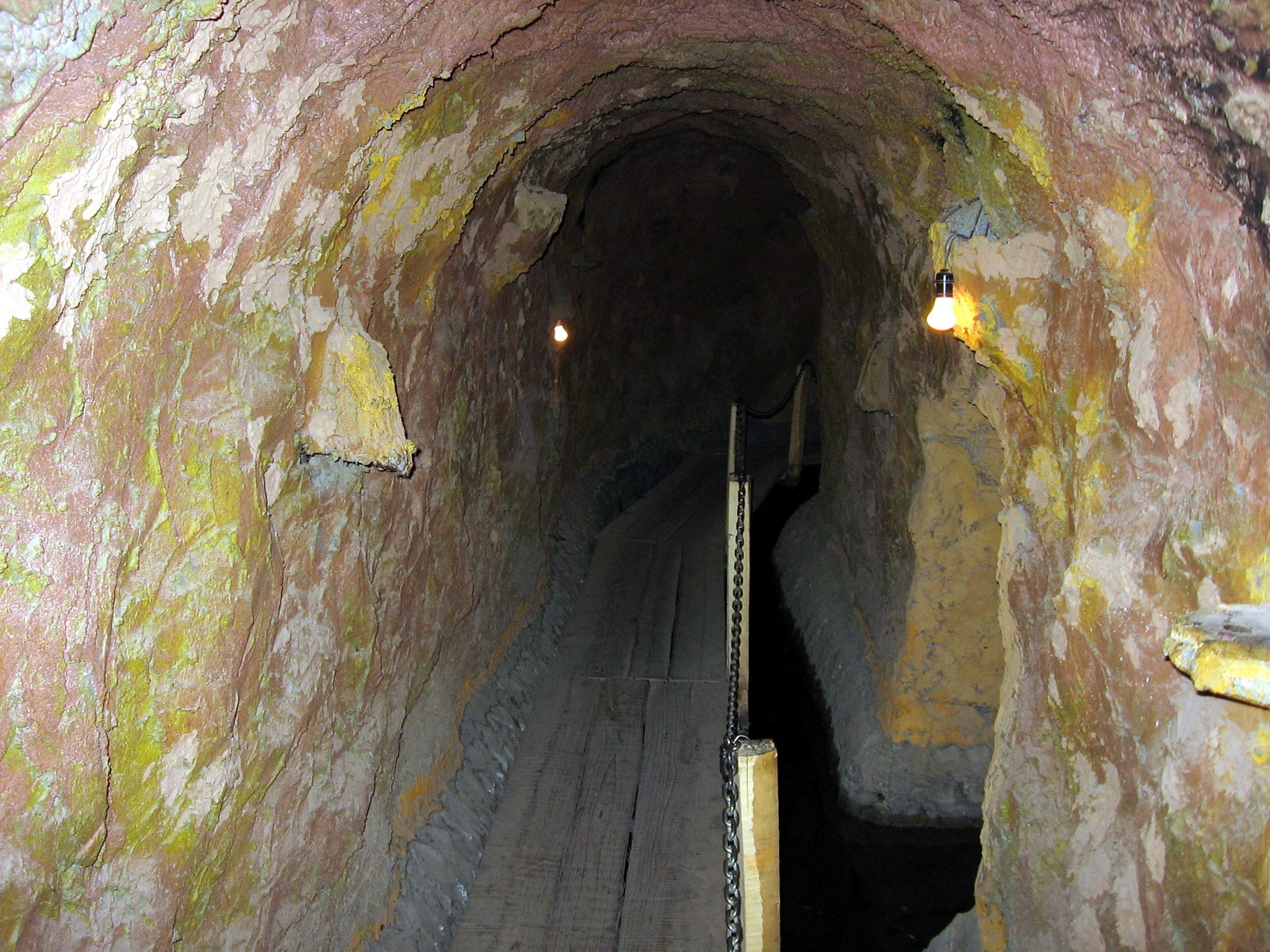
투루판 카레즈 물박물관의 모형

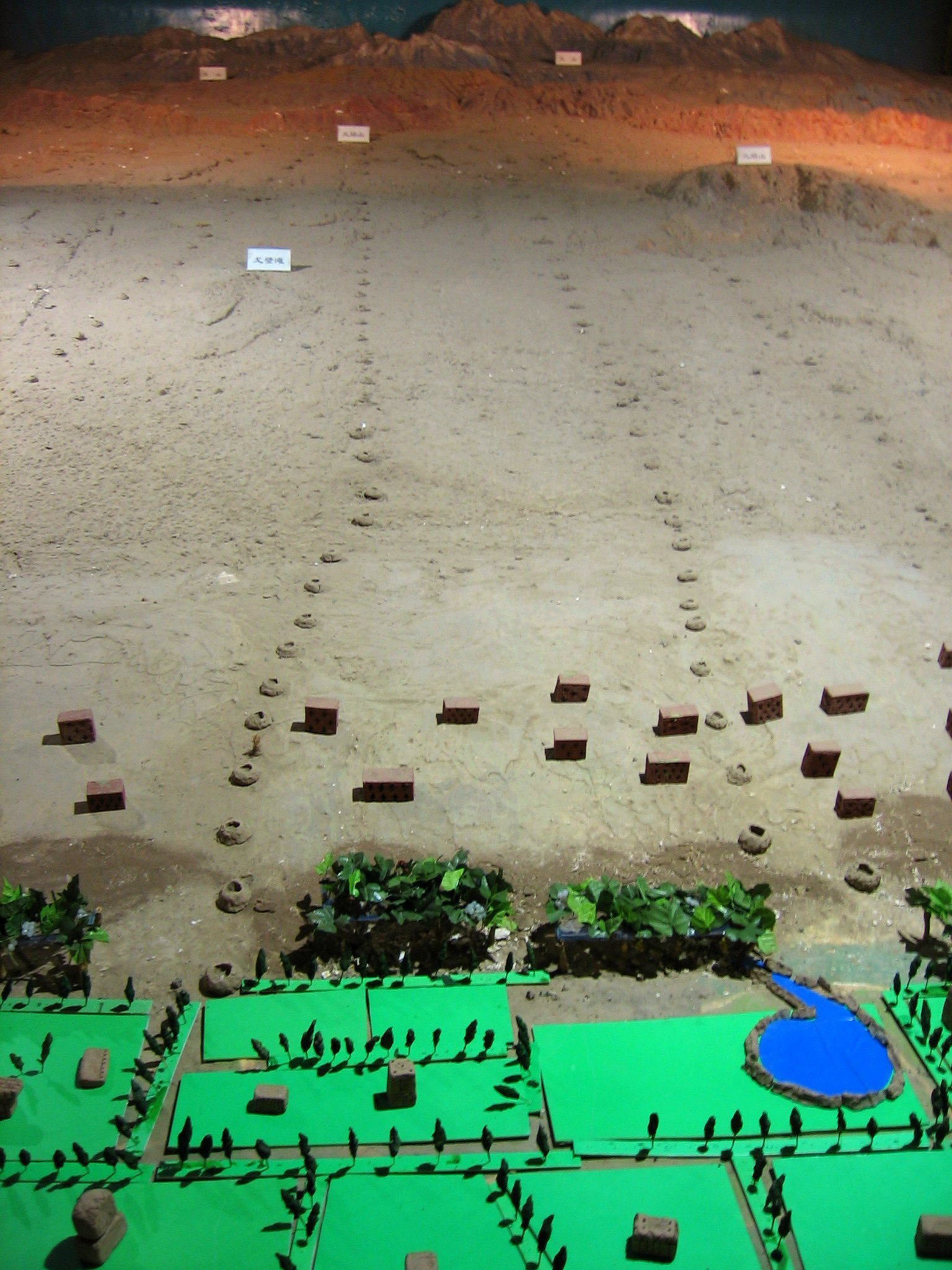
지하에 건설된 카레즈, 투루판

중국의 북서쪽 사막에 위치한 투루판의 오아시스는 카나트에서 공급하는 물을 오랫동안 사용해 왔다. 투루판은 오래된 비옥한 오아시스의 중심지였으며, 실크로드 북로에 위치한 중요한 무역도시였으며, 당시에도 남서쪽으로 쿠얼러와 카라사르 왕국에서 가까이 있었기 때문에 더욱 더 중요성이 부각되었다. 카레즈 시스템의 첫 사료의 기록은 한나라 때까지 거슬러 올라간다. 투루판의 물박물관은 그 지역 관계 시스템의 역사적 중요함 때문에 중국의 보호구역이 되었다. 이 지역에서 카레즈 관계 시스템의 수는 1,000에 육박하며, 전체 길이는 5,000km에 이르는 엄청난 대공사였다.
이집트
페르시아 제국에 의해 중국의 기술이 이집트까지 넘어가서 실생활에 사용됐었다는 것을 확인할 수 있다. 오늘날에는 사용되지 않아서 파묻혀 있다.

## 같이 보기
- 투르판